# 吳大受
吳大受（？—？），字子惇，號牧園，浙江湖州府歸安縣人，清朝政治人物。

## 生平
雍正元年（1723年）癸卯恩科三甲第四名進士。選翰林院庶吉士，三年（1725年）散館授檢討，七年（1729年）任四川鄉試正考官，十年（1732年）任江南鄉試副考官，同年任湖南學政。